# Montecassiano
Montecassiano es una localidad y comune italiana de la provincia de Macerata, región de las Marcas, con 7066 habitantes.

## Evolución demográfica
| Gráfica de evolución demográfica de Montecassiano entre 1861 y 2001 |
|                                                                     |
| Fuente ISTAT - elaboración gráfica de Wikipedia                     |